# Romanworld
Romanworld es el primer álbum de estudio  del productor y cantante de música House Romanthony, lanzado en marzo del 1996.

## Lista de canciones
| N.º   | Título                 | Escritor(es)  | Duración |  |
| 1.    | «Romanworld»           | Anthony Moore | 10:06    |  |
| 2.    | «Make This Love Right» | Anthony Moore | 9:40     |  |
| 3.    | «Now You Want Blues»   | Anthony Moore | 10:46    |  |
| 4.    | «Now You Want Me»      | Anthony Moore | 7:35     |  |
| 5.    | «Let Me Show You Love» | Anthony Moore | 11:35    |  |
| 6.    | «Come My Way»          | Anthony Moore | 14:14    |  |
| 7.    | «Desire»               | Anthony Moore | 9:34     |  |
| 8.    | «Falling From Grace»   | Anthony Moore | 8:46     |  |
| 9.    | «Testify»              | Anthony Moore | 6:04     |  |
| 10.   | «Soul On Fire»         | Anthony Moore | 7:35     |  |
| 11.   | «Ministry Of Love»     | Anthony Moore | 7:35     |  |
| 12.   | «In The Mix»           | Anthony Moore | 6:12     |  |
| 60:50 |                        |               |          |  |